# Xã Aston, Quận Delaware, Pennsylvania
Xã Aston (tiếng Anh: Aston Township) là một xã thuộc quận Delaware, tiểu bang Pennsylvania, Hoa Kỳ. Năm 2010, dân số của xã này là 16.592 người.